# Popian
Popian ist eine französische Gemeinde mit 368 Einwohnern (Stand 1. Januar 2022) im Département Hérault in der Region Okzitanien; sie gehört zum Arrondissement Lodève und zum Kanton Gignac.

## Bevölkerungsentwicklung
- 1962: 195
- 1968: 214
- 1975: 198
- 1982: 168
- 1990: 195
- 1999: 248
- 2008: 340
- 2017: 350

## Sehenswürdigkeiten
- Château de Popian (Schloss und Mairie)